# Vendôme
Vendôme es una comuna francesa, situada en el departamento de Loir y Cher y la región Centro-Valle del Loira.

## Heráldica
En campo de plata, con el jefe de gules; y sobre el todo, un león rampante, de azur, armado, linguado y coronado de oro.

## Geografía
Situada a orillas del Loir también pasa por la ciudad la línea del ferrocarril, lo que ha dado un nuevo impulso a la ciudad, gracias al TGV (tren de gran velocidad) que sitúa la ciudad a sólo 42 minutos de París.

## Comunas limítrofes
- En el primer cantón de Vendôme:
  - Azé, Naveil y Villiers-sur-Loir;
- En el segundo cantón de Vendôme :
  - Areines, Sainte-Anne, Saint-Ouen y Villerable;
- En el cantón de Saint-Amand-Longpré (distrito de Vendôme):
  - Crucheray;
- En el cantón de Selommes (distrito de Vendôme) :
  - Coulommiers-la-Tour.

## Historia
Vendôme fue una ciudad importante durante la Edad Media.
El condado de Vendôme, y más adelante el ducado pertenecían a una rama de la familia real (los Borbón-Vendôme).
Durante la Revolución francesa, la ciudad se convierte en una simple subprefectura del departamento de Loir-et-Cher, cuya capital era la ciudad de Blois.

## Administración
| Periodo       | Identidad          | Partido | Puesto                                         |  |
| ------------- | ------------------ | ------- | ---------------------------------------------- |  |
| marzo 2001    | Daniel Chanet      | PS      | consejero general del primer cantón de Vendôme |  |
| 2008-2014     | Catherine Lockhart | PS      |                                                |  |
| marzo de 2014 | Pascal Brindeau    | UDI     |                                                |  |

## Demografía
Su población municipal en 2007 era de 16 807 habitantes (7 283 en el primer cantón y 9 524 en el segundo cantón). La aglomeración urbana –que también incluye Saint-Ouen, Naveil, Areines y Villerable- tenía 23 307 habitantes.
| 6 226 | 7 555 | 7 128 | 6 997 | 9 470 | 8 206 | 8 481 | 9 325 | 9 377 | 9 356 | 9 938 | 9 259 | 9 221 | 9 420 | 9 325 | 9 538 | 9 777 | 9 459 | 9 804 | 9 707 | 9 035 | 9 301 | 9 047 | 9 344 | 10 315 | 10 811 | 13 556 | 16 157 | 17 952 | 17 593 | 17 525 | 17 707 | 16 807 |
| Para los censos de 1962 a 1999 la población legal corresponde a la población sin duplicidades (Fuente: INSEE [Consultar]) |       |       |       |       |       |       |       |       |       |       |       |       |       |       |       |       |       |       |       |       |       |       |       |        |        |        |        |        |        |        |        |        |

## Monumentos
- Abadía de la Trinidad de Vendôme y su claustro
- Iglesia de la Madeleine
- Ayuntamiento (antiguo liceo Ronsard)
- Puerta Saint Georges

## Personalidades relacionadas con la localidad
- Nominoe, primer Rey de Bretaña, murió en Vendôme
- Honoré de Balzac
- Pierre de Ronsard
- Mouctar Diakhaby, futbolista del Valencia CF